# Neolarra alba
Neolarra alba är en biart som beskrevs av Cockerell 1916. Neolarra alba ingår i släktet Neolarra och familjen långtungebin. Inga underarter finns listade i Catalogue of Life.